# Mexikanische Badmintonmeisterschaft 1959
Die Mexikanische Badmintonmeisterschaft 1959 fand in Mexiko-Stadt statt. Es war die 13. Auflage der nationalen Titelkämpfe von Mexiko im Badminton.

## Titelträger
| Disziplin    | Sieger                                    |
| ------------ | ----------------------------------------- |
| Herreneinzel | Antonio Rangel                            |
| Dameneinzel  | Carmela Martinez                          |
| Herrendoppel | Antonio Rangel Raúl Rangel                |
| Damendoppel  | Carmela Martinez Maria Eugenia de del Rio |
| Mixed        | Antonio Rangel Ernestina Rivera           |